# Walt Disney's månedshæfte
| Portal | Portal:Disney |

Walt Disney's månedshæfte er et serieblad, som Gutenberghus udgav månedlig fra januar 1967 til juni 1970, da det blev afløst af Walt Disney's ekstra-hæfte.
Serien var en genoplivning af de gamle Solohæfter fra 1950'erne, muligvis fordi mange ikke ville have de lange historier splittet op i føljetoner i ugebladet Anders And & Co. Der kom så også mange genudgivelser af historier fra gamle solohæfter i serien, navnlig Carl Barks' andehistorier, der hermed fik nye læsere i den nye generation af skolebørn. Der kom dog også nye lange historier, især var Paul Murry rigt repræsenteret med Mickey Mouse i dyst med Sorte Slyngel og med historier om Supermule. Og den gamle skik fra Solohæfterne med flere korte historier med samme hovedfigur blev i høj grad også brugt i de nye månedshæfter fra tid til anden.
Desuden blev albumversionen af samtlige spillefilm fra Disney, der havde premiere eller repremiere udgivet i serien. Her kom f.eks. Junglebogen i 1969 og realfilm som Sortskæg går igen, Robin Crusoe, Den Sorte Pimpernel og Verdens lykkeligste millionær
Afløseren Walt Disney's ekstra-hæfte blev i 1977 igen afløst af Anders And ekstra.

## Eksterne links
- Walt Disney's månedshæfte på INDUCKS
- Walt Disney's ekstra-hæfte på INDUCKS